# Liste der Monuments historiques in Gentilly
Die Liste der Monuments historiques in Gentilly führt die Monuments historiques in der französischen Stadt Gentilly auf.

## Liste der Bauwerke
| Bezeichnung                     | Beschreibung | Standort                                     | Kennzeichnung | Schutzstatus | Datum | Bild           |
| ------------------------------- | ------------ | -------------------------------------------- | ------------- | ------------ | ----- | -------------- |
| Aquädukt Médicis: regard Nr. 19 |              | Gegenüber der Nr. 16, rue du Souvenir (Lage) | PA00079877    | Inscrit      | 1988  | weitere Bilder |
| Aquädukt Médicis: regard        |              | Rue de Freiberg (Lage)                       | PA00079877    | Inscrit      | 1988  | weitere Bilder |
| Kirche Sacré-Cœur               |              | 111, avenue Paul-Vaillant-Couturier (Lage)   | PA94000013    | Inscrit      | 2000  | weitere Bilder |
| Kirche St-Saturnin              |              | Avenue de la République (Lage)               | PA00079878    | Classé       | 1989  | weitere Bilder |

## Liste der Objekte
- Monuments historiques (Objekte) in Gentilly in der Base Palissy des französischen Kultusministeriums